# フェーダーヴァイサー
フェーダーヴァイサー(FederweißerまたはFederweisser)は発酵途中のぶどうを原料としたアルコール飲料。

## 概要
発酵中の“ぶどう発泡酒(Traubenmost)”で、3種ある“ノイアー・ヴァイン(Neuer Wein)”の白のもの。白ぶどうの品種を圧搾したぶどう果実のしぼり汁を発酵させている途中の状態で販売する。これはまだワインになる手前のもの。ドイツではムスト(Most モスト)と呼ばれる段階にある。定義上、Traubenmost(ブドウ発泡酒)から完全発酵されワインとなったものまですべての発酵段階のものが含まれる。(ワインは酵母を除いている。)酵母が残ったままでなので、これがフェーダーヴァイサー『羽の(ように)白い』という名前の元になっている。
ブドウのレモネード(英国)やスウィート・スパークリングワインよりも炭酸が多く、よりさわやかな味わい。一般に香ばしい食べ物とあわせて食される。フェーダーヴァイサーとの伝統的な組み合わせはツヴィーベルクーヘン(玉ねぎケーキ)。プフェルツァー・ザウマーゲン(Pfälzer Saumagen、ブタの胃袋にカット肉・挽肉・ジャガイモ等の具を詰めて湯煎したもので、スライスして供される)や、クリ(栗)もよく使われる。

## 他の地方での呼び名
ドイツ南西部、スイス、イタリア北部の南チロル(ボルツァーノ自治県)ではSuser(ズーザー)やSauser(ザウザー、ところによりスーザやズーサー)やJunger Wein(ユンガーヴァイン)。同じくフランス語圏スイスではムー(Moût)ともよばれる。プファルツではNeuer Wein(ノイアーヴァインと発音)やその発泡性からBitzler(ビッツラー)ともよばれる。オーストリアではSturm(シュトゥルム)、バイエルン州北部フランケン地方ではBremser(ブレムザー)、チェコではburčák(ブルチャーク)とよばれる。南チロルではそのほかにも、Krätzer(クレッツァー)やNeuer Süßer(ノイアーズューサー)や単にNeuer (Nuierと発音)とも。イタリア語ではVino Nuovo。
日本語表記では、フェーダーヴァイサーが多く使われているが、ドイツワインの広報・マーケティング活動をおこなっているドイツの政府機関「ドイツワイン基金」ではフェーダーヴァイザーを使用している。またフェダーヴァイサー、フェダーヴァイザーも少なからず使われている。

## ノイアー・ヴァイン
ノイアー・ヴァイン(Neuer Wein)は、圧搾したブドウ果実のしぼり汁を発酵途中の状態のもので、ワインになる手前のもの。ドイツではモスト(Most)と呼ばれる段階にある。定義上、Traubenmost(ブドウ発泡酒)から完全発酵の（漉される前の）ワインとなったものまですべての発酵段階のものが含まれる。
- 白(フェーダーヴァイサー)
- 赤(フェダーローター)
- シュタイアーマルク州西部でのみ作られるシュルヒャー

## 品種と生産
バッカス(Bacchus) / バフース(Bacchus)、オルテガ(Ortega)、ジーガーレーベ(Siegerrebe)など、早熟ぶどう系の品種が用いられる。酵母によりブドウの発酵が促進され、ブドウ中のフルクトース(果糖)がアルコールと炭酸(解糖系)に分解される。一般に白ブドウで作られる。赤ブドウが非常にまれにだが使われることもある。また一般に高品質ワイン用途には適さないものが用いられる。フェーダーヴァイサーには酵母、乳酸菌、多量のビタミンB1、B2が含まれている。腸の蠕動を促進する効果がある。

## 輸送と販売
アルコール分が4パーセント程となるとフェーダーヴァイサーとして販売される。発酵は果糖がすべて分解するまで続いており、最終的にはアルコール分が11パーセントにもなる。発酵が早く進むのでフェーダーヴァイサーは長期の保存はできず購入後数日で消費される。炭酸が作られつづけるので破裂の危険がありビンのふたは密閉されていない。また、そのため立てておかなければならない。昔は冷蔵して発酵を遅らせることができなかったので、長距離輸送ができず、ワイン生産地域でなければ手に入らなかった。ブドウの収穫時期により、9月初旬から10月下旬までが時期。オーストリアでは、アルコール1%以上のものはワイン法により8月1日から12月31日まで販売される。